# Angela Rohr

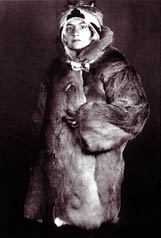
Foto von Angela Rohr aus KGB-Archiv (etwa 1930)

Angela Rohr, geb. Müllner (* 5. Februar 1890 in Znaim, Mähren; † 7. April 1985 in Moskau; russisch Ангелина Карловна Рор, Angelina Karlowna Rohr) war eine österreichisch-sowjetische Ärztin und Schriftstellerin.

## Leben

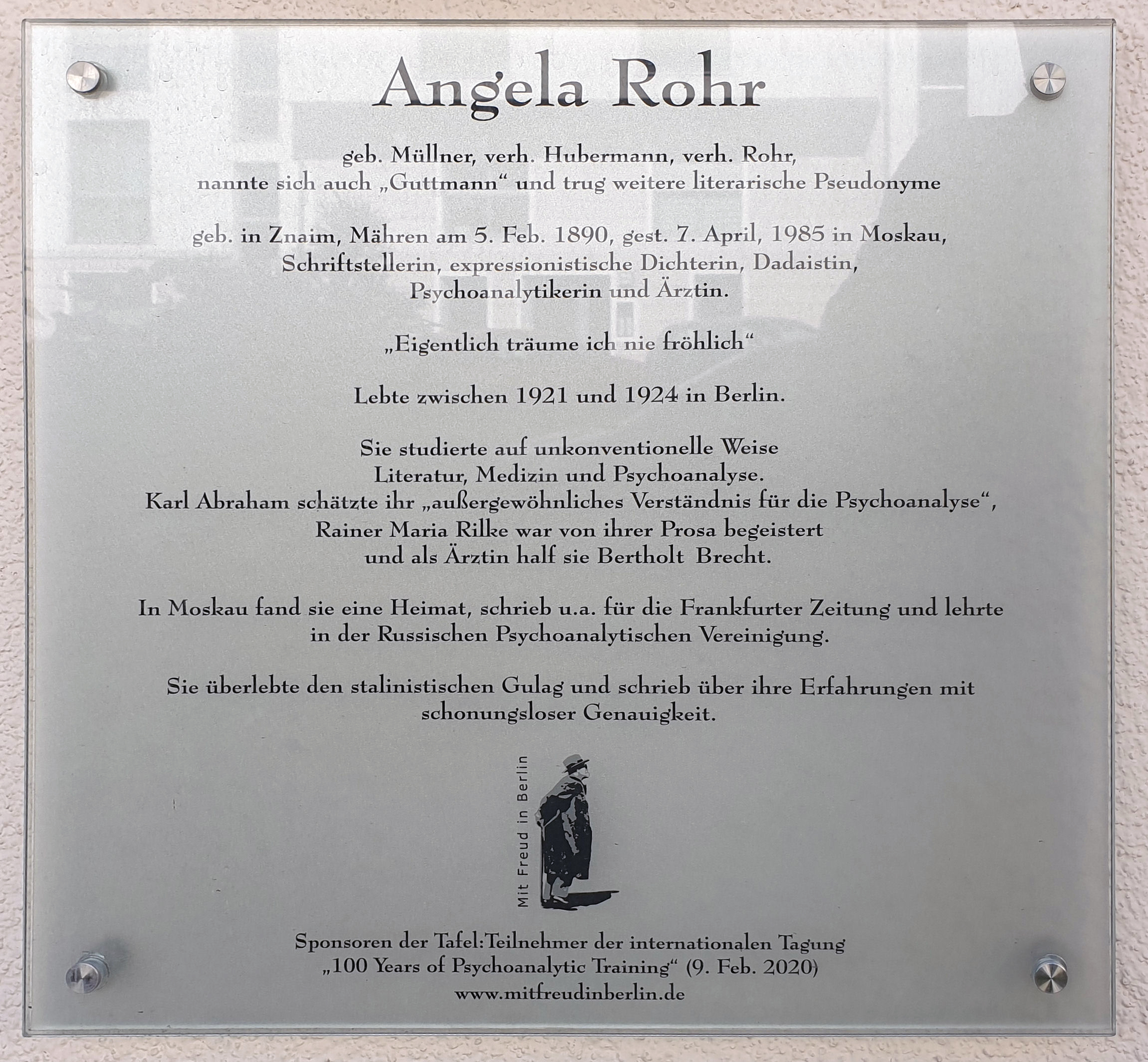
Gedenktafel am Haus, Am Volkspark 85, in Berlin-Wilmersdorf

Angela Müllner verließ ihre Familie noch vor der Matura, besuchte dennoch ab 1914 in Paris medizinische Vorlesungen und nahm unerlaubt an Übungen im Anatomiesaal teil. Nach einer gescheiterten Ehe mit dem mittellosen Schriftsteller Leopold Hubermann, einer Scheinehe mit dem Expressionisten Simon Guttmann und einer intensiven Freundschaft mit Rainer Maria Rilke studierte sie von 1920 bis 1923 am Berliner Psychoanalytischen Institut, wo sie als Ärztin auftrat. Als sie an Lungentuberkulose erkrankte, ermöglichten ihr Institutsleiter Karl Abraham und Sigmund Freud eine heilende Kur.
Anfang der 1920er Jahre heiratete sie in dritter Ehe Wilhelm Rohr, einen Intellektuellen und KPD-Mitglied, mit dem sie um 1926 nach Moskau übersiedelte und die sowjetische Staatsbürgerschaft annahm. Dort forschte Angela im Bereich Biologie und schrieb für deutsche Zeitungen wie die Frankfurter Zeitung Feuilletons und Reportagen – loyal [zum herrschenden stalinistischen System], aber nicht propagandistisch.
Die Rohrs wurden 1941 verhaftet, Wilhelm Rohr starb vermutlich 1942 im Gefängnis von Saratow. Bertolt Brecht hatte sich vergeblich über Konstantin Alexandrowitsch Fedin für Angela verwendet. 15 Jahre verbrachte sie in Haft und Verbannung, ab 1943 im „Besserungsarbeitslager“ in Nischni Tagil. Sie überlebte den Gulag in Sibirien, da ihre Fähigkeiten als Ärztin nützlich waren. 1957 wurde sie rehabilitiert, sie konnte nach Moskau zurückkehren.
Sie trug acht unterschiedliche Familien- und Künstlernamen, der bekannteste davon war Helene Golnipa. Schrieb sie anfangs im Stil des Expressionismus und Dadaismus – Rilke schwärmte von ihrer frühen Prosa –, so prägten später realistische, ungeschminkte Darstellungen ihrer Erlebnisse aus dem Gulag den Schreibstil. Trotz Vermittlung Fedins konnten diese Texte weder in der Sowjetunion noch in der DDR erscheinen. Ihre Manuskripte aus dem Gulag wurden Anfang der 1980er-Jahre von Moskau nach Wien geschmuggelt und dort auch teilweise veröffentlicht.
Am 9. Februar 2020 wurde in Berlin-Wilmersdorf, Am Volkspark 85, eine Gedenktafel für Angela Rohr enthüllt.

## Werke (Auswahl)
- Helene Golnipa: Im Angesicht der Todesengel Stalins. Hrsg. von Isabella Ackerl. Edition Tau, Mattersburg-Katzelsdorf 1989, ISBN 3-900977-01-1.
- Der Vogel. Gesammelte Erzählungen und Reportagen. Hrsg. von Gesine Bey. BasisDruck, Berlin 2010, ISBN 978-3-86163-117-0.
- Lager. Autobiographischer Roman. Hrsg. von Gesine Bey. Aufbau, Berlin, 2015, ISBN 978-3-351-03602-7.
- Zehn Frauen am Amur. Feuilletons für die Frankfurter Zeitung aus der Sowjetunion (1928–1936). BasisDruck, Berlin, 2018, ISBN 978-3-86163-159-0.
- Blutrache. Späte Erzählungen. Herausgegeben von Gesine Bey. BasisDruck, Berlin, 2024, ISBN 978-3-86163-167-5.